# Glaciar Posadowsky
El Glarciar Posadowsky (en noruego: Posadowskybreen) es un pequeño glaciar que fluye hacia la costa norte de la isla Bouvet, a aproximadamente 2 km al este del cabo Circuncisión, en la posición geográfica 54°25′S 3°22′E / -54.417, 3.367. Esta isla subantártica se encuentra en el Océano Atlántico Sur. Este glaciar fue visto por primera vez por la expedición alemana bajo el mando del capitán Erich von Drygalski en el barco Gauss durante el mes de febrero de 1902. El nombre del glaciar se debe en honor al conde Arthur von Posadowsky-Wehner, Secretario de Interior del entonces Imperio Alemán, y quien brindó un fuerte apoyo del Estado para la realización de la expedición. 
- Datos: Q7232970